# José Fernandes Pinto Alpoim
José Fernandes Pinto Alpoim (Viana do Castelo, Portugal, 14 de julho de 1700 — Rio de Janeiro, Brasil, 1765) foi um militar português e um dos principais nomes da arquitetura do século XVIII no Brasil colonial, particularmente no Rio de Janeiro. 

## Biografia
A vida escolar de José Fernandes Pinto Alpoim começou com os estudos militares na Academia de Viana do Minho, que ocorreram sob a orientação de seu padrinho e avô Manoel Pinto Villa Lobos. posteriormente aprofundou seus estudos na Academia Militar em Lisboa. Nos Arquivos Nacionais da Torre do Tombo encontra-se a carta patente de Alpoim como Sargento-Mor de Artilharia, datada de 19 de agosto de 1738. Esse documento possibilitou comprovar algumas das missões de José Fernandes Pinto Alpoim como militar e engenheiro de Portugal. Alpoim trabalhou sob a orientação do Engenheiro-Mor do Reino e Professor da Academia Militar de Lisboa, Manuel de Azevedo Fortes.
Chegou ao Rio de Janeiro em 1738, passando a trabalhar em estreita colaboração com o Governador Gomes Freire de Andrade. Como engenheiro militar trabalhou no Rio de Janeiro, em Minas Gerais e no Rio Grande do Sul.
O engenheiro Alpoim utilizou seu espírito inventivo, otimizando o uso dos armamentos. Sua obra principal de engenharia foi o desenho e a construção, em 1744, da máquina para querenar navios, chamada Paixão. As embarcações eram muito grandes e não se conseguia deitar os navios para os reparos necessários. Na carta datada de 10 de outubro de 1746 que se encontra pa parte introdutória do livro Exame de Bombeiros, escrito por Alpoim, esse invento é citado por André Ribeiro Coutinho, que foi seu comandante, como uma "engenhosa máquina de querenar os mais corpulentos navios, vencendo, com as regras da Estática, as forças da Natureza."
Em 1760 ascendeu ao posto de brigadeiro.
Entre suas obras no Rio de Janeiro contam-se a reforma do Aqueduto da Carioca e a edificação do Convento de Santa Teresa, do convento da Ajuda, da Casa dos Governadores (Paço Imperial), a Igreja de Nossa Senhora da Conceição e Boa Morte, das casas de Teles de Meneses no Largo do Carmo (incluindo o Arco do Teles, atual Praça XV de Novembro), do claustro do Mosteiro de São Bento e de várias fortificações, entre muitas outras obras.

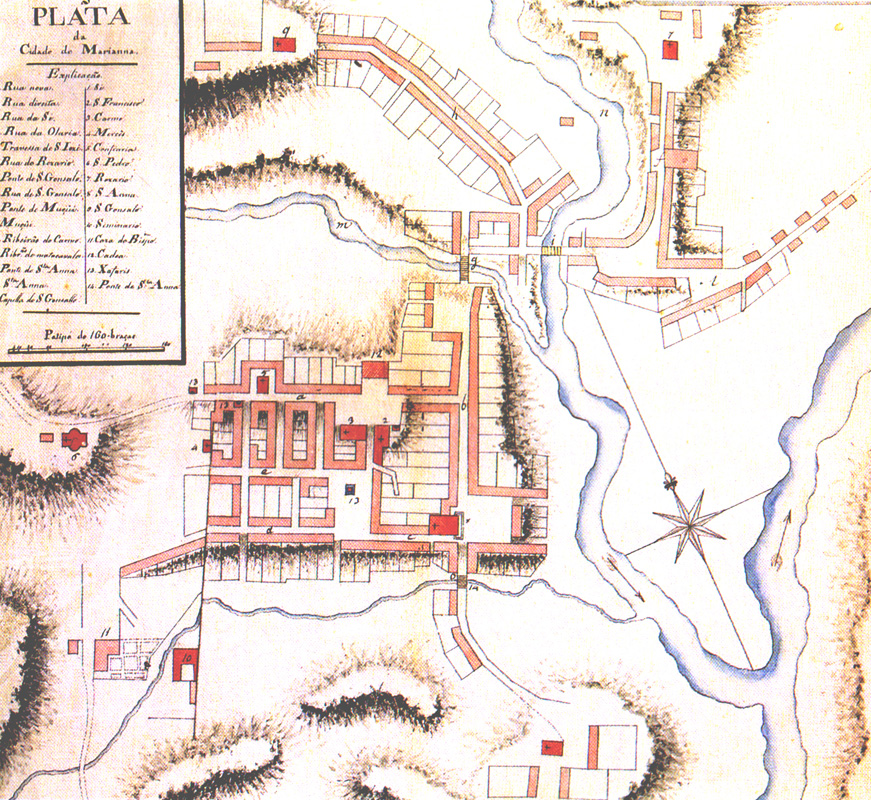
Planta da cidade de Mariana, atribuída a José Fernandes Pinto Alpoim

Em Minas Gerais desenhou a planta da cidade de Mariana, antiga Vila do Ribeirão do Carmo, e o Palácio dos Governadores de Ouro Preto.
Em 1752, após a assinatura do Tratado de Madri, viajou à região sul com Gomes Freire de Andrade para demarcar as fronteiras entre os territórios portugueses e espanhóis. Retornou ao Rio em 1759. Foi um dos governadores provisórios no período após a morte de Gomes Freire de Andrade até a chegada do sucessor. Morreu em 1765 no Rio de Janeiro, estando enterrado no Convento de Santa Teresa.
Alpoim ministrou aulas no curso de artilharia e fortificações que treinava engenheiros militares no Rio. Para as aulas escreveu dois importantes tratados, o Exame de Artilheiros (1744) e o Exame de Bombeiros (1748).
Foi cavaleiro da Imperial Ordem de Cristo e provedor da Santa Casa de Misericórdia do Rio de Janeiro.